# Bistaar

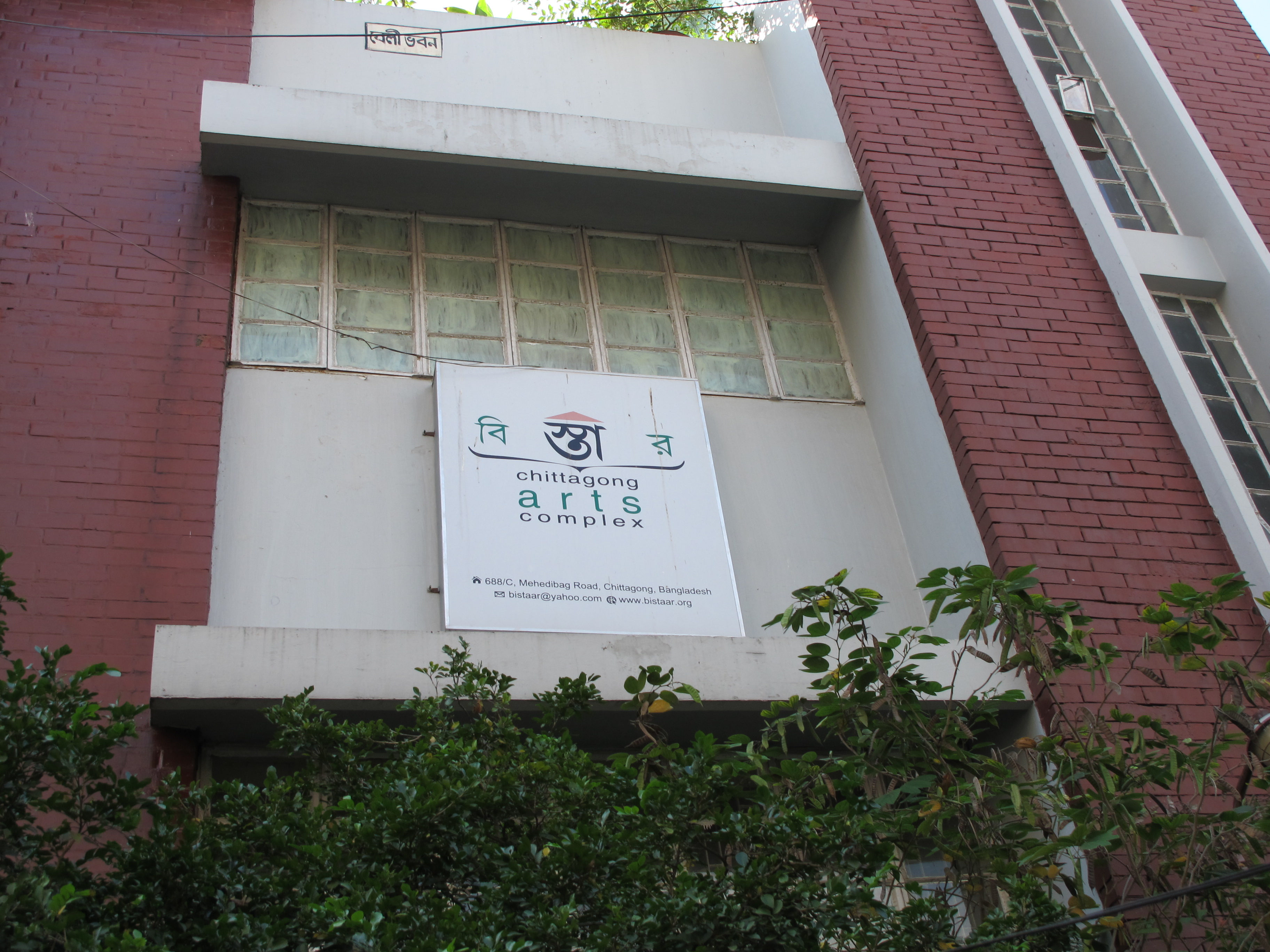
Der Eingang zum Kulturzentrum Bistaar

Bistaar ist ein multifunktionales Kulturzentrum in der Stadt Chittagong, im Stadtteil Mehedibag. Es wurde am 29. Dezember 2014 eröffnet und soll vor allem jungen Künstlern die Chance geben, sich zu präsentieren. Es untersteht dem Chittagong Arts Trust und wird von Alam Korshed geleitet.
Der Komplex verfügt neben zwei Ausstellungsräumen und den Verwaltungsbereichen über eine kleine Bibliothek mit Leseraum, einen Balkon und ein Café mit eigener Küche. Im Eingangsbereich befindet sich ein Verkaufsraum. Neben Ausstellungen bildender Kunst finden dort auch Theater-, Musik- und Tanzveranstaltungen statt; auch das South Asian Documentary Film Festival gastierte in Bistaar. Ebenso gibt es immer wieder informelle Treffen von Künstlern und Diskussionsrunden. Im Dezember 2017 organisierte Bistaar ein dreitägiges interdisziplinäres Kunstfestival.

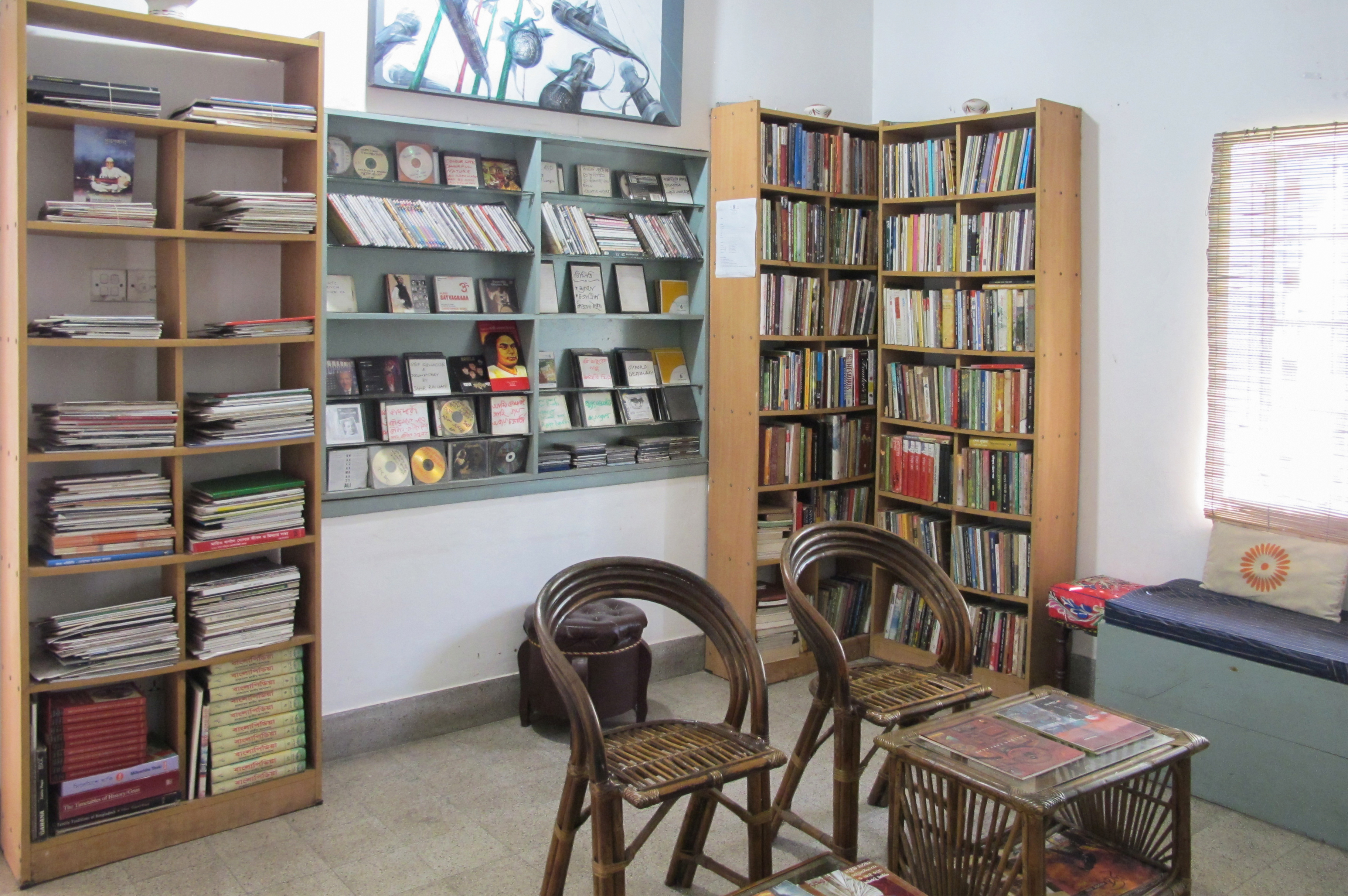
Der Leseraum in Bistaar

2016 wurde Bistaar von ARThinkSouthAsia, einem Projekt der Asia-Europe Foundation (ASEF), als eine der sieben Schlüsselorganisationen in den Ländern Pakistan, Indien und Bangladesch identifiziert und in Hinblick auf Finanzierung und Nachhaltigkeit untersucht, sowie daraufhin, wie eine solche Organisation den kulturellen Kontext einer Stadt wie Chittagong verändern kann.